# Oclemena
 Oclemena  Greene, 1903  è un genere di piante angiosperme dicotiledoni della famiglia delle Asteraceae, sottofamiglia Asteroideae, tribù Astereae (North American lineage) e sottotribù Oclemeninae. Oclemena è anche l'unico genere della sottotribù Oclemeninae G.L.Nesom, 2020.

## Etimologia
Il nome scientifico del genere è stato definito dal botanico Edward Lee Greene (1843-1915) nella pubblicazione " Leaflets of Botanical Observation and Criticism. Washington, DC" (  Leafl. Bot. Observ. Crit. 1(1): 4 ) del 1903.

## Descrizione

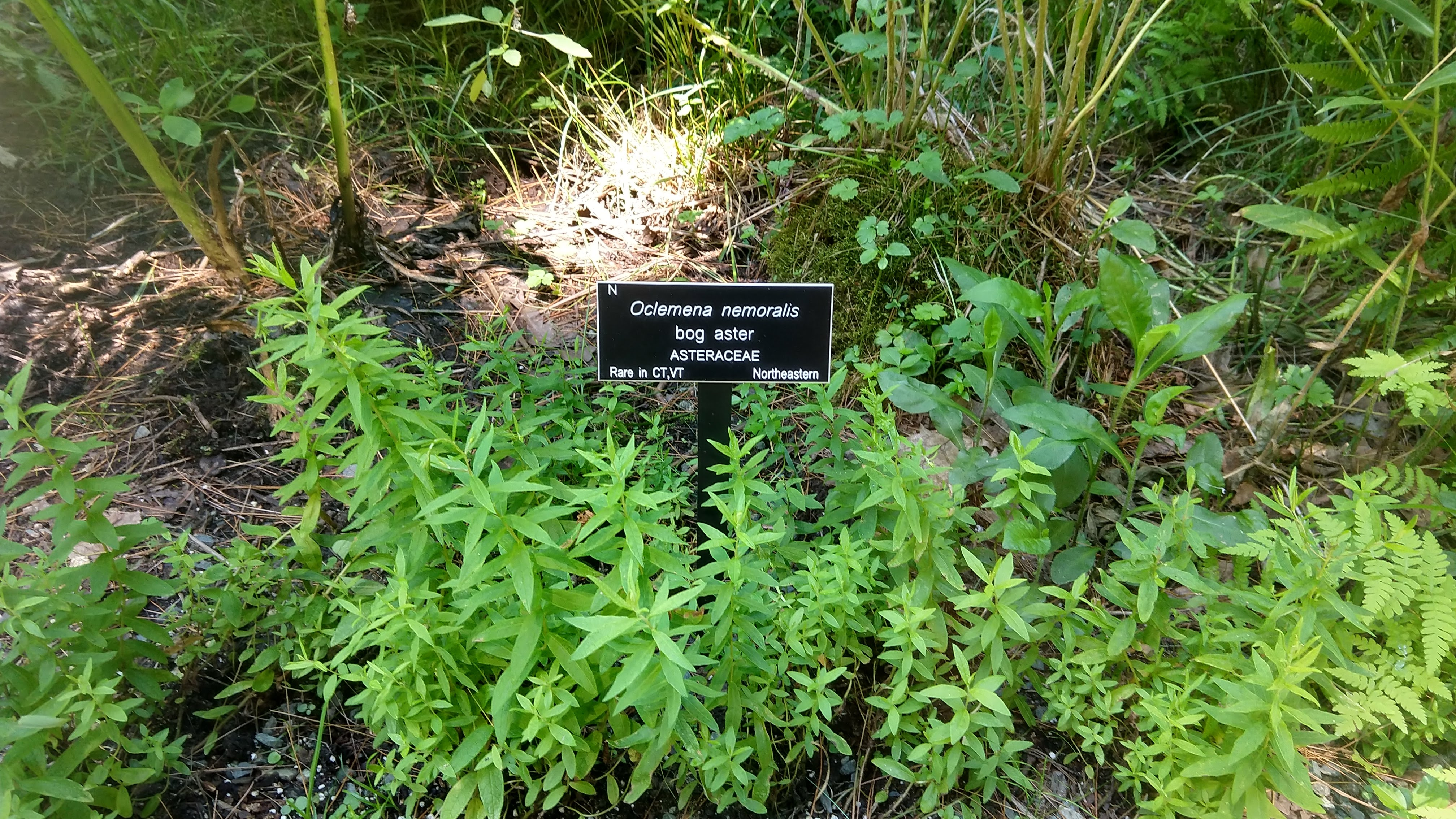
Il portamento
Oclemena nemoralis

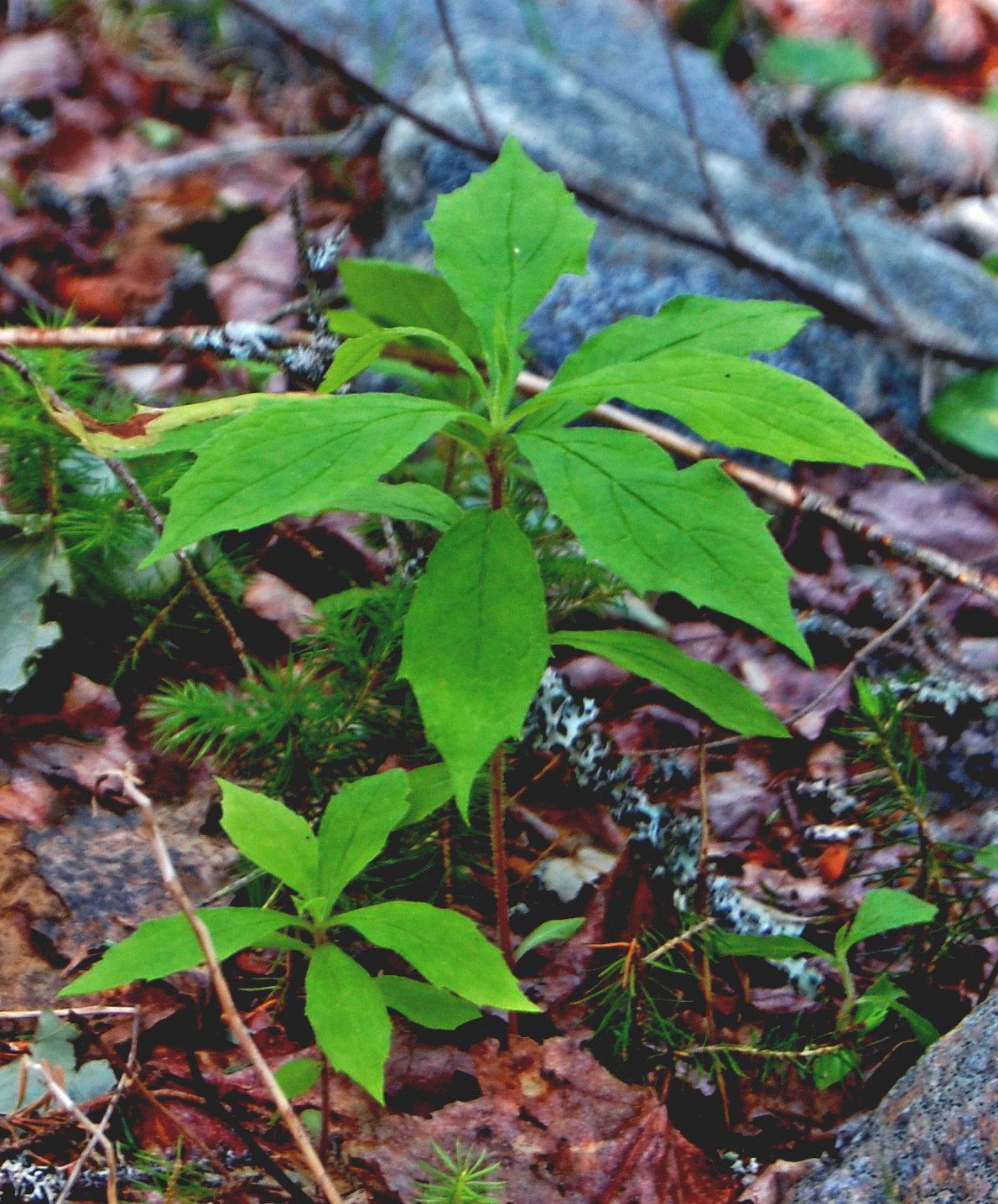
Le foglie
Oclemena acuminata

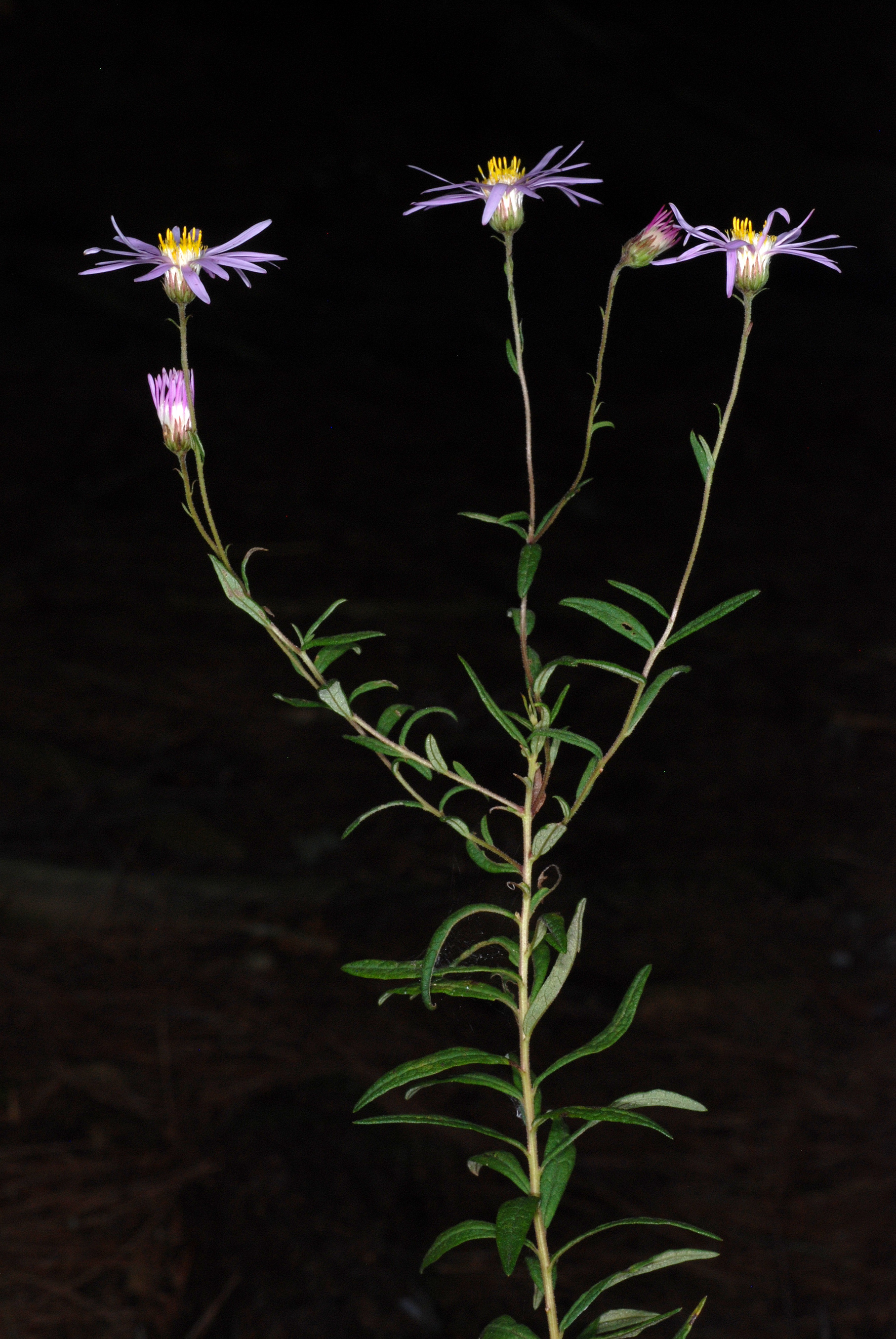
Infiorescenza
Oclemena nemoralis

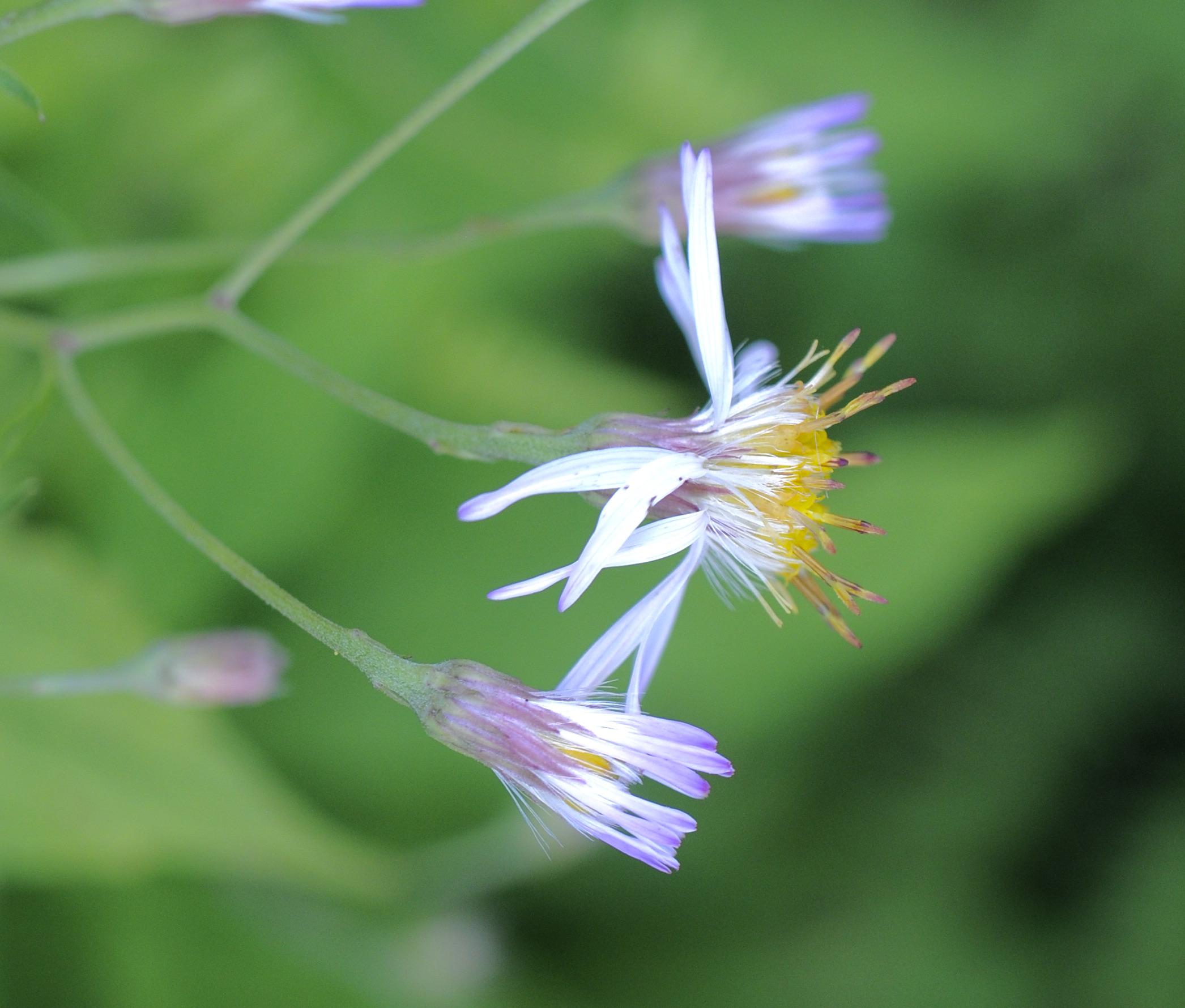
I fiori
Oclemena acuminata

Portamento. Le specie di questo genere hanno un ciclo biologico perenne con habitus erbaceo.
Fusto. La parte aerea è eretta, semplice o ramosa. La parte sotterranea è rizomatosa con radici fibrose oppure spesse e carnose. Altezza media: 5 - 90 cm.
Foglie. Le foglie sono disposte in modo alternato. Si distinguono in basali (poche) e in cauline (in genere di minori dimensioni a volte squamose quelle prossimali) sia sessili che brevemente picciolate. La lamina è semplice o seghettata con forme da ellittiche a oblanceolate. Le facce sono sparsamente ispide, villoso-pubescenti, o semplicemente villose, talvolta sono scabrose adassialmente, oppure sparsamente corto-stipitato-ghiandolose (peli colorati dal giallo all'arancio con teste resinose).
Infiorescenza. Le sinflorescenze sono composte da diversi capolini raccolti in formazioni corimbose. Le infiorescenze vere e proprie sono composte da un capolino terminale peduncolato di tipo radiato con fiori eterogami. I peduncoli sono arcuati e pendenti. I capolini sono formati da un involucro, con forme da ampiamente turbinate a cilindrico-campanulate, composto da 25 - 50 brattee, al cui interno un ricettacolo fa da base ai fiori di due tipi: fiori del raggio e fiori del disco. Le brattee, con forme lineari-lanceolate, leggermente carenate,  margini ialini e a consistenza erbacea, sono disposte in modo più o meno embricato e scalato su 3 - 4 serie. Il ricettacolo in genere è bucherellato e nudo ossia senza pagliette a protezione della base dei fiori; la forma è piano-convessa. Dimensione degli involucri: 5 - 10 x 6 - 12 mm.
Fiori.  I fiori sono tetra-ciclici (formati cioè da 4 verticilli: calice – corolla – androceo – gineceo) e pentameri (calice e corolla formati da 5 elementi). Si distinguono in:
- fiori del raggio (esterni): da 7 a 25 per capolino, sono femminili e sono disposti su una sola serie; la forma è ligulata (zigomorfa);
- fiori del disco (centrali): sono più numerosi (da 14 a 35) con forme brevemente tubulose (attinomorfe); sono ermafroditi.

- Formula fiorale:

*/x K {\displaystyle \infty }, [C (5), A (5)], G 2 (infero), achenio
- Calice: i sepali del calice sono ridotti ad una coroncina di squame.

- Corolla:

- fiori del raggio: la forma della corolla alla base è più o meno tubulosa, mentre all'apice è lungamente ligulata; la ligula può terminare con alcuni denti e in genere non è contorta; il colore varia da bianco rosa-porpora;
- fiori del disco: la forma è tubulare bruscamente divaricata in 5 lobi; i lobi, eretti, hanno una forma deltata; il colore è rosa o rosso.

- Androceo: l'androceo è formato da 5 stami sorretti da filamenti generalmente liberi; gli stami sono connati e formano un manicotto circondante lo stilo; le teche (produttrici del polline) alla base sono troncate e sono lievemente auricolate (molto raramente sono speronate o hanno una coda); le appendici apicali delle antere hanno delle forme piatte e lanceolate; il tessuto endoteciale (rivestimento interno dell'antera) è quasi sempre polarizzato (con due superfici distinte: una verso l'esterno e una verso l'interno). Il polline è sferico con un diametro medio di circa 25 micron;  è tricolporato (con tre aperture sia di tipo a fessura che tipo isodiametrica o poro) ed è echinato (con punte sporgenti).[9][12]

- Gineceo: l'ovario è infero uniloculare formato da 2 carpelli.[5] Lo stilo (il recettore del polline) è profondamente bifido (con due stigmi divergenti) e con le linee stigmatiche marginali separate.[13] I due bracci dello stilo hanno una forma lanceolata e possono essere papillosi o ricoperti da ciuffi di peli.

Frutti. I frutti sono degli acheni con pappo; 
- achenio: gli acheni, con forme da fusiformi a strettamente obovate o oblunghe, sono lateralmente compressi con 4 - 8 nervature laterali; la superficie è cosparsa di ghiandole punteggiate;
- pappo: il pappo è formato da 2 - 3 serie di 40 - 55 setole barbate con apici acuti; esternamente alle serie di setole può essere presente una coroncina di scaglie o setole più corte.

## Biologia
Impollinazione: l'impollinazione avviene tramite insetti (impollinazione entomogama tramite farfalle diurne e notturne).

Riproduzione: la fecondazione avviene fondamentalmente tramite l'impollinazione dei fiori (vedi sopra).

Dispersione: i semi (gli acheni) cadendo a terra sono successivamente dispersi soprattutto da insetti tipo formiche (disseminazione mirmecoria). In questo tipo di piante avviene anche un altro tipo di dispersione: zoocoria. Infatti gli uncini delle brattee dell'involucro (se presenti) si agganciano ai peli degli animali di passaggio disperdendo così anche su lunghe distanze i semi della pianta. Inoltre per merito del pappo il vento può trasportare i semi anche a distanza di alcuni chilometri (disseminazione anemocora).

## Distribuzione e habitat
Le specie di questo genere sono distribuite negli U.S.A. orientali e Canada orientali.

## Sistematica
La famiglia di appartenenza di questa voce (Asteraceae o Compositae, nomen conservandum) probabilmente originaria del Sud America, è la più numerosa del mondo vegetale, comprende oltre 23.000 specie distribuite su 1.535 generi, oppure 22.750 specie e 1.530 generi secondo altre fonti (una delle checklist più aggiornata elenca fino a 1.679 generi). La famiglia attualmente (2021) è divisa in 16 sottofamiglie; la sottofamiglia Asteroideae è una di queste e rappresenta l'evoluzione più recente di tutta la famiglia.

### Filogenesi
La tribù Astereae (una delle 21 tribù della sottofamiglia Asteroideae) comprende circa 40 sottotribù. In base alle ultime ricerche nella tribù sono stati individuati (provvisoriamente) 5 principali lignaggi:
- Basal grade: include alcuni generi isolati, il gruppo "South American-Oceania",  alcune sottotribù africane e il gruppo dei generi legnosi del Madagascar.
- Bellis lineage: comprende le sottotribù eurasiatiche e una sottotribù africana.
- Aster lineage: include i generi asiatici di Asterinae e i principali gruppi dell'Australia e dell'Oceania.
- Baccharis lineage: include alcuni gruppi sudamericani.
- North American lineage: include la vasta gamma di sottotribù del Nordamerica, Messico e alcuni gruppi distribuiti nel Sudamerica.

Il genere  Oclemena (insieme alla sottotribù Oclemeninae) è incluso nel lignaggio "North American lineage". La sottotribù Oclemeninae, nell'ambito del lignaggio, occupa, insieme alla sottotribù Doellingeriinae, una posizione abbastanza "basale", ossia è uno dei primi gruppi ad essersi separato evolutivamente dal nucleo del "North American lineage". Tuttavia la sua precisa posizione filogenetica per il momento è irrisolta.
In precedenti trattazioni le specie di questo gruppo erano descritte all'interno del genere Doellingeria. Tuttavia le specie di Oclemena differiscono per i capolini che annuiscono in fase di germogliazione, per le brattee acute e non indurite prossimalmente, per i lobi della corolla a disco con forme triangolari, per gli acheni fusiformi e leggermente compressi e con 5-8 nervi non resinosi e facce con peli ghiandolari sessili.
I caratteri distintivi del genere sono:
- le ligule dei fiori del raggio sono scarsamente o per nulla contorte;
- la facce degli acheni sono ghiandolose;
- l'apice delle setole del pappo è attenuato.

Il numero cromosomico delle specie di questo genere è: 2n = 18.

### Elenco delle specie
Questo genere ha 3 specie:
- Oclemena acuminata (Michx.) Greene
- Oclemena nemoralis  (Aiton) Greene
- Oclemena reticulata  (Pursh) G.L.Nesom